# Paul Ricard

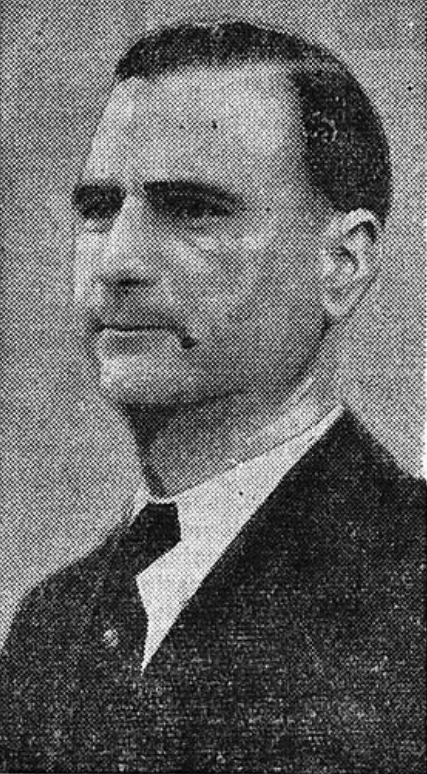
Paul Ricard in einer Fotografie des Le Petit Journal am 10. Dezember 1938

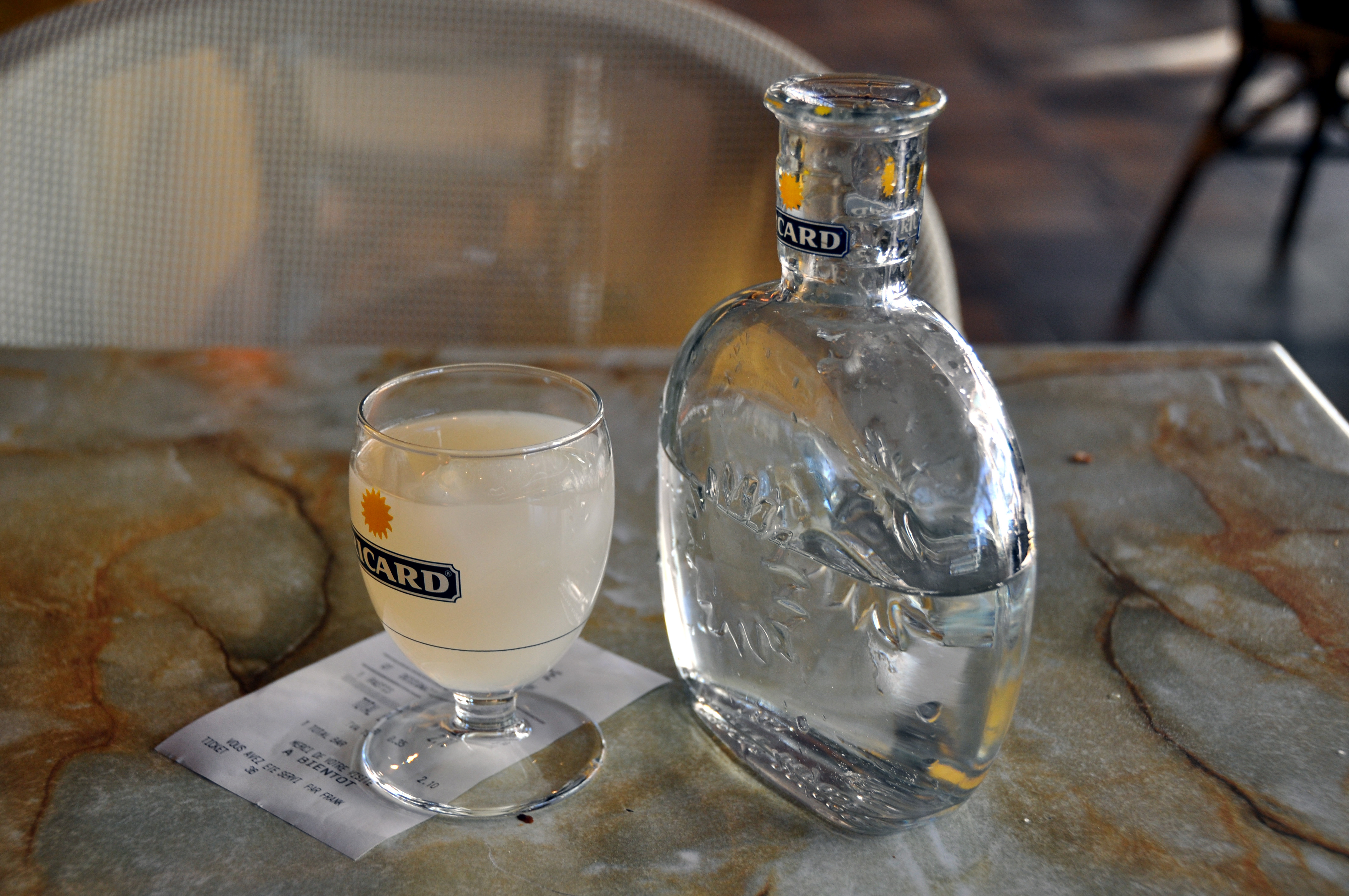
Ein Pastis Ricard

Paul Ricard (* 9. Juli 1909 in Sainte-Marthe im 14. Arrondissement von Marseille; † 7. November 1997) war ein französischer Unternehmer und Gründer des gleichnamigen Unternehmens, das 1975 mit seinem Konkurrenten Pernod fusionierte. Aus diesem Zusammenschluss ging der Pastiskonzern Pernod Ricard hervor.

## Leben
Der Sohn eines Weinhändlers zeigte schon früh Interesse an bildenden und darstellenden Künsten, vornehmlich der Malerei und dem Theater. Als Jugendlicher begann er, in einem kleinen, in seinem Vaterhaus improvisierten Labor mit einem Alambic zu experimentieren, um ein Rezept für die Herstellung von Pastis, der typischen südfranzösischen Anisspirituose, zu finden. Nachdem die Herstellung und der Verkauf des hochprozentigen Absinths am 16. März 1915 unter dem Druck der Weinproduzenten und der Behauptung, sein Konsum würde rasch zum Delirium tremens führen, in einen Zustand der geistigen Umnachtung versetzen und sei Ursprung  krimineller Handlungen, gesetzlich verboten worden war, stellten mehrere Unternehmen unter der Bezeichnung „Pastis“ und den Markennamen „La Cressonnée“, „Tommysette“, „Amourette“, „Berger“ und Pernod den ab 1922 zum Verkauf freigegebenen sogenannten „Anislikör“ her. Dieser blieb jedoch aromatisch weit hinter der Intensität des Absinths zurück, was den jungen Ricard zu seinen Experimenten bewegte, mit dem erklärten Ziel, seinen Pastis zu dem beliebtesten und von den Verbrauchern am meisten geschätzten Getränk dieser Art zu machen. Besondere Aufmerksamkeit schenkte er bei der Dosierung dem typischen Anisgeschmack, den er durch sorgsam ausgewählte Zutaten, hauptsächlich Anis und Fenchel und die Beigabe von Lakritze erzielte.
Als am 7. April 1932 der Verkauf von 40-prozentigen Anisgetränken per Dekret gestattet wurde, konnte Paul Ricard mit seinem längst entwickelten Originalrezept sein eigenes Unternehmen gründen. Der ehrgeizige Selfmademan, der sich in Marseille gegen eine starke Konkurrenz durchsetzen musste, zog selbst durch die Bistrots und Cafés, um die Mode des Longdrink-Aperitifs zu lancieren und das typische, selbstentworfene, gelbe Wassergefäß zu verteilen, dessen Tülle die Eiswürfel zurückhält. Auch die Vorlagen für die Werbeflächen auf den unternehmenseigenen Lieferwagen zeichnete er selbst.
In den ersten acht Monaten gelang es Ricard, allein in Marseille 250.000 Flaschen abzusetzen. Im Jahr 1936 eroberte er Lyon und – nachdem 1938 per Dekret eine Erhöhung des Alkoholgehaltes des Pastis auf 45 % genehmigt wurde – im Jahr 1938 auch die Hauptstadt Paris. Im gleichen Jahr führte er seine Marke in Spanien, Italien und Nordafrika ein. Ricard bot im Zweiten Weltkrieg Résistance-Kämpfern zur Tarnung Beschäftigung in seinen Betrieben an. In der Kriegszeit verlegte er sich auf andere Geschäftsbereiche in der Landwirtschaft und auf Mineralwasser.
Paul Ricard besaß eine Residenz in Sausset-les-Pins. 1970 ließ er in der Provence den Circuit Paul Ricard bauen, eine Rennstrecke, auf der zwischen 1971 und 1990 und wieder seit 2018 insgesamt 16 mal der Grand Prix der Formel 1 ausgetragen wurde. Er gründete die Kunststiftung Fondation Paul Ricard. Ricard war verheiratet. Sein Sohn Patrick Ricard (1945–2012) folgte ihm in der Unternehmensnachfolge bei Pernod Ricard.